# Rewolwer Ganahl
Rewolwer systemu Ganahl – austriacka kopia rewolweru Colt Dragoon, wyposażona w lufę mniejszego niż amerykański pierwowzór kalibru.

## Budowa
W przeciwieństwie do amerykańskiego odpowiednika, Ganahl był z początku wyposażona w stałą szczerbinkę, osadzoną na jaskółczy ogon z tyłu lufy oraz sześć prawoskrętnych bruzd. Wersja seryjnie produkowana dla austro-węgierskiej marynarki (od 1850) posiadała szczerbinkę przesuniętą na główkę odwiedzionego kurka; wzrosła także liczba bruzd (10) oraz ich skok.